# Liste d'élections nationales en 2016
Chronologie des élections
- 2012
- 2013
- 2014
- 2015
- 2016
- 2017
- 2018
- 2019
- 2020

Cette liste recense les élections organisées durant l'année 2016. Elle inclut les élections législatives et présidentielles nationales dans les États souverains, ainsi que les référendums.

## Commentaires généraux

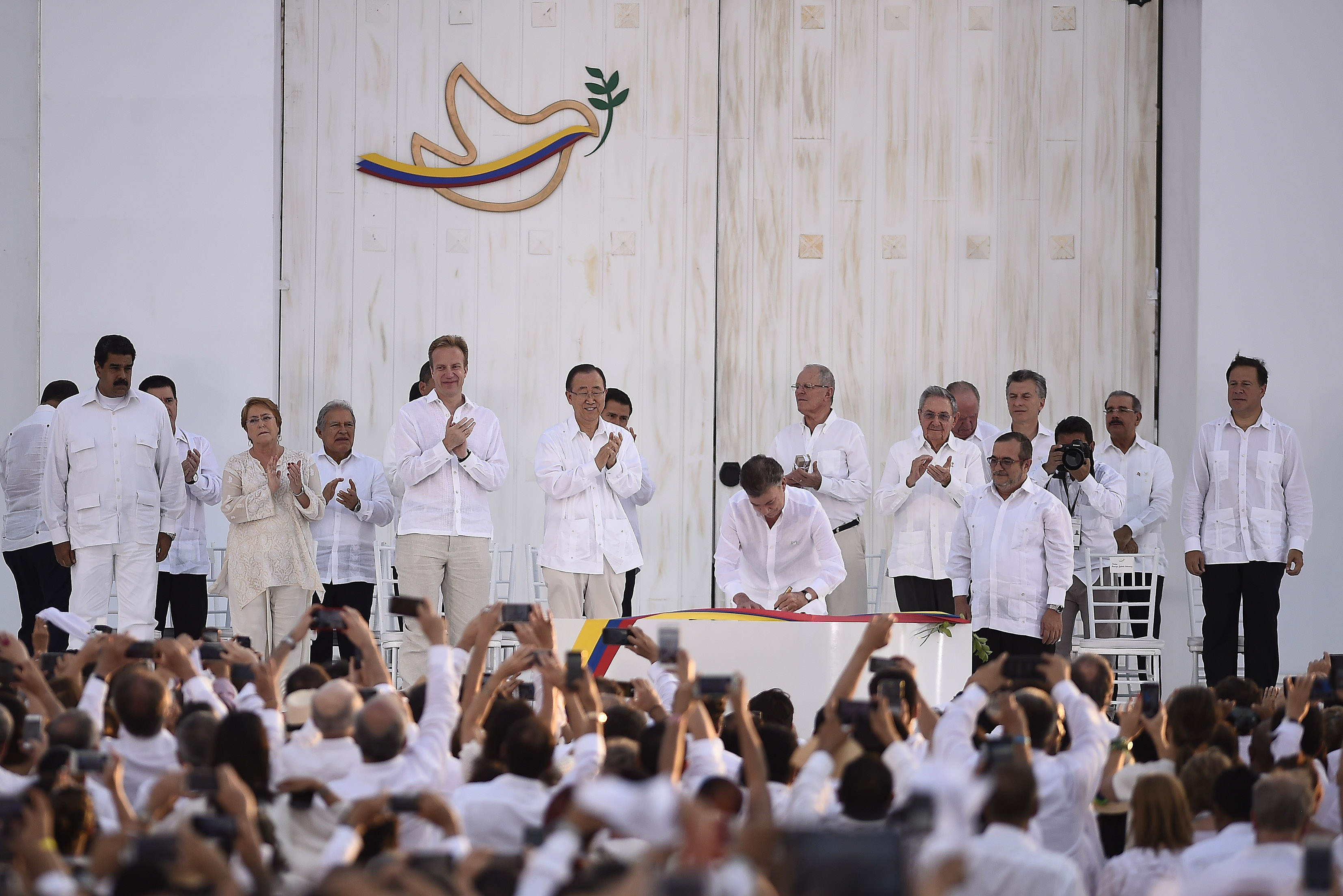
Le président colombien Juan Manuel Santos signant le traité de paix avec le chef des rebelles FARC, Rodrigo Londono Echeverri. La validation du traité de paix est soumise aux citoyens par référendum au mois d'octobre, et rejetée par 50,2 %. Le 7 octobre, le président Santos reçoit le prix Nobel de la Paix.

Aux États-Unis, l'élection présidentielle du mois de novembre voit la victoire du républicain Donald Trump, qui promet entre autres une rupture dans la politique étrangère et commerciale du pays. Aux Philippines, l'élection présidentielle en mai aboutit à l'élection de Rodrigo Duterte, à la fois critiqué et applaudi pour ses propos en faveur d'exécutions extra-judiciaires de criminels et délinquants présumés. L'élection présidentielle autrichienne, en mai, attire l'attention des médias européens en raison de la percée du candidat d'extrême-droite Norbert Hofer, finalement battu de peu par l'écologiste Alexander Van der Bellen. En République centrafricaine, l'élection présidentielle en février vient clore les bouleversements politiques engendrés par la guerre civile. En Gambie, l'élection présidentielle en décembre aboutit à la défaite inattendue du dictateur Yahya Jammeh, au pouvoir depuis vingt-deux ans, mais engendre une crise lorsque ce dernier refuse de quitter le pouvoir.
La Somalie, de son côté, connaît d'octobre à décembre ses premières élections législatives depuis 1984. Entachées d'accusations de corruption et d'intimidations, elles se déroulent dans un contexte d'insécurité en raison de la menace que pose le groupe terroriste islamiste Al-Shabbaab. En avril, la Syrie organise des élections législatives en pleine guerre civile, et dont les résultats confortent officiellement le régime autoritaire du parti Baas.
Plusieurs référendums marquants sont également organisés en 2016. En Colombie, les citoyens rejettent de peu, au mois d'octobre, l'accord de paix conclu avec les FARC. En juin, les citoyens britanniques votent en faveur du leave lors du référendum sur l'appartenance du pays à l'Union européenne, faisant du Royaume-Uni le premier État (et le seul à ce jour) à avoir décidé de quitter cette Union. En octobre, plus de la moitié des Hongrois boycottent le référendum par lequel le gouvernement national-conservateur de Viktor Orbán souhaitait valider sa politique de refus d'accueil de réfugiés dans le pays ; le faible taux de participation rend légalement non contraignant le résultat favorable au gouvernement. En Thaïlande, la junte impose au mois d'août un référendum qui accroît ses propres pouvoirs. En Côte d'Ivoire, les citoyens approuvent au mois d'octobre la mise en place d'une Troisième République. En mars, les Sénégalais approuvent des réformes constitutionnelles qui réduisent le mandat du président de la République, créent un statut de chef de l'opposition et affirment l'intangibilité du caractère laïc, démocratique et décentralisé de l'État.

Carte du monde indiquant les pays organisant des élections ou des référendums nationaux :
Présidentielle
Législatives
Présidentielle et législatives
Référendum
Présidentielle et référendum
Législatives et référendum
Présidentielle, législatives et référendum
Législatives et judiciaires
Présidentielle, législatives et judiciaires

## Par mois

### Janvier
| Date       | Pays     | Élections                      | Contexte | Résultats |
| ---------- | -------- | ------------------------------ | --- | --- |
| 7 janvier  | Kiribati | Législatives                   | 2d tour. | Le parti « Piliers de la vérité » (BTK), au pouvoir, conserve une majorité absolue des sièges, malgré la fusion des partis d'opposition après le scrutin. Une élection présidentielle a lieu en mars.                                |
| 16 janvier | Taïwan   | Présidentielle et législatives | | Alternance. La présidentielle est remportée par Tsai Ing-wen (Parti démocrate progressiste, centre-gauche, social-libéral). Son parti obtient également la majorité absolue au parlement.                                            |
| 22 janvier | Vanuatu  | Législatives                   | Anticipées. Le Parlement a été dissous en novembre 2015 par le président de la République, Baldwin Lonsdale, à la suite de la condamnation de quinze députés pour corruption, et du refus du premier ministre Sato Kilman de former un gouvernement d'unité nationale. | Alternance. Le Parlement, bien que scindé en de nombreux partis politiques, s'accorde pour élire Charlot Salwai (parti RMC, centre-droit, francophone) au poste de Premier ministre, à la tête d'un large gouvernement de coalition. |
| 24 janvier | Portugal | Présidentielle                 | | Marcelo Rebelo de Sousa (Parti social-démocrate) est élu dès le premier tour. La droite conserve ainsi la présidence. |

### Février
| Date       | Pays                      | Élections                             | Contexte | Résultats |
| ---------- | ------------------------- | ------------------------------------- | --- | --- |
| 14 février | République centrafricaine | Présidentielle et législatives        | 2d tour pour la présidentielle et 1er tour pour les législatives (après l'annulation du scrutin de décembre 2015). | Victoire de Faustin Archange Touadéra (sans étiquette) face à Anicet-Georges Dologuélé (URCA, centre-gauche), avec plus de 60 % des voix. |
| 18 février | Ouganda                   | Législatives et présidentielle        | Les observateurs de l'Union européenne dénoncent les violences envers l'opposition, et le manque de transparence de la commission électorale. L'élection est marquée par l'arrestation de candidats d'opposition, et de multiples accusations de fraude.     | Yoweri Museveni (Mouvement de résistance nationale, droite), au pouvoir depuis 1986, est réélu président de la République avec plus de 61 % des suffrages. |
| 21 février | Bolivie                   | Référendum                            | La proposition vise à permettre au président Evo Morales de briguer un nouveau mandat à la tête de l'État en 2019. | La proposition est rejetée par 51,5 % des votants. En novembre 2017, toutefois, la Cour constitutionnelle invalide le résultat, au motif que la campagne des partisans du « non » avait été diffamatoire et donc illégale. |
| 21 février | Comores                   | Présidentielle                        | Élection primaire sur l'île de Grande Comore, désignant les trois candidats à l'élection du 10 avril, la présidence étant tournante entre les trois principales îles du pays.                                                                                | Mohamed Ali Soilihi arrive en tête avec 17,61 % des suffrages, suivi de Mouigni Baraka (15,09 %) et de Azali Assoumani (14,96 %). Le Président sera choisi parmi ces trois candidats le 10 avril. |
| 21 février | Niger                     | Présidentielle et législatives        | 1er tour pour la présidentielle ; tour unique pour les législatives. | Parlement sans majorité. Le Parti nigérien pour la démocratie et le socialisme (centre-gauche), au pouvoir, accroît sa majorité relative des sièges. |
| 25 février | Jamaïque                  | Législatives                          | | Alternance. Le Parti travailliste (centre-droit) remporte une majorité absolue des sièges. Andrew Holness (travailliste) devient premier ministre, succédant à Portia Simpson-Miller (Parti national du peuple, centre-gauche). |
| 26 février | Iran                      | Législatives et Assemblée des experts | Seuls les candidats approuvés par le Conseil des gardiens de la Constitution sont autorisés à se présenter. Le Conseil rejette systématiquement un grand nombre de candidats réformistes. Un second tour aura lieu en avril dans certaines circonscriptions. | Parlement sans majorité. Les candidats réformistes et modérés, favorables au président Hassan Rouhani, auraient ensemble une majorité des sièges, devançant les ultraconservateurs, qui subissent un net recul. |
| 26 février | Irlande                   | Législatives                          | | Parlement sans majorité. Le parti Fine Gael (centre-droit), au pouvoir, termine en tête et conserve une majorité relative mais nettement réduite des sièges. Son allié le Parti travailliste (centre-gauche) perd la plupart de ses sièges. Son adversaire historique de centre-droit, le Fianna Fáil, termine deuxième, de peu. En mai, le Parlement réélit finalement Enda Kenny (Fine Gael) au poste de premier ministre ; il prend la tête d'un gouvernement minoritaire. |
| 28 février | Suisse                    | Référendums                           | Trois initiatives et un référendum sont soumises à la votation. | L'initiative populaire « Pour le couple et la famille - Non à la pénalisation du mariage » est rejetée à 50,8 %. L'initiative populaire « Pour le renvoi effectif des étrangers criminels » est rejetée à 58,9 %. L'initiative populaire « Pas de spéculation sur les denrées alimentaires » est rejetée à 59,9 %. Le référendum intitulé «Non au 2e tube au Gothard» portant sur la construction d'un second tube au tunnel routier du Saint-Gothard est approuvée à 57 %.   |

### Mars
| Date         | Pays                           | Élections      | Contexte | Résultats |
| ------------ | ------------------------------ | -------------- | --- | --- |
| 3 au 24 mars | Nouvelle-Zélande               | Référendum     | Second volet du référendum sur le drapeau national. | Les Néo-Zélandais votent à 56,6 % pour conserver leur drapeau existant, qui inclut l'Union Jack britannique. |
| 4 mars       | Samoa                          | Législatives   | | Le Parti pour la protection des droits de l'homme (conservateur chrétien), au pouvoir depuis 1988, accroît sa majorité absolue des sièges. Tuilaepa Sailele Malielegaoi demeure premier ministre. Le seul parti d'opposition, Tautua Samoa, disparaît presque entièrement du Parlement.                                         |
| 5 mars       | Slovaquie                      | Législatives   | Les élections se déroulent dans le contexte de la crise migratoire en Europe. Le gouvernement nationaliste social-démocrate fait campagne sur la promesse de n'accepter aucun réfugié. | Parlement sans majorité. Le parti Direction - Social-démocratie perd sa majorité absolue des sièges, tout en conservant une majorité relative. Robert Fico demeure premier ministre, à la tête d'une coalition avec trois partis centristes ou nationalistes.                                                                   |
| 6 mars       | Hesse (Allemagne)              | Communales     | Élections communales dans un land d'Allemagne | La CDU et le SPD arrivent côte à côte avec chacun 554 conseilleurs communaux et 28 % des voix, mais sont en baisse. L'AfD devient le troisième parti et remporte près de 12 % des voix pour sa première participation à ces élections. Les Verts sont quant à eux en chute libre et deviennent le quatrième parti de la région. |
| 6 et 20 mars | Bénin                          | Présidentielle | | Alternance. Patrice Talon (sans étiquette) est élu au second tour, devant Lionel Zinsou (FCBE), candidat du gouvernement sortant. |
| 9 mars       | Kiribati                       | Présidentielle | | Alternance. Taneti Maamau (parti Tobwaan Kiribati) est élu avec 60 % des voix, devant deux candidats du BTK, au pouvoir depuis douze ans. Le nouveau président ne dispose toutefois pas d'une majorité parlementaire, le BTK ayant remporté les élections législatives en janvier.                                              |
| 13 mars      | Bade-Wurtemberg (Allemagne)    | Régionales     | Le Landtag de Bade-Wurtemberg se compose de 120 députés, élus pour cinq ans selon un scrutin proportionnel personnalisé. Ces élections déterminent la 16e législature de celui-ci. | Le parti de Winfried Kretschmann remporte les élections avec 30,3 % des voix. Conduit par Jörg Meuthen, le parti eurosceptique de l'Afd engrange 15,1 % des voix et acquiert 23 sièges. |
| 13 mars      | Rhénanie-Palatinat (Allemagne) | Régionales     | Le Landtag de Rhénanie-Palatinat est constitué de 101 députés élus pour un mandat de 5 ans. | Les sociaux-démocrates de Malu Dreyer obtiennent 36,2 % des voix, suivis par l'Union chrétienne-démocrate de Julia Klöckner (31,8 %). Le parti d'extrême-droite de l'Afd reçoit 12,57 % des voix. |
| 13 mars      | Saxe-Anhalt (Allemagne)        | Régionales     | Le Landtag de Saxe-Anhalt est composé de 91 députés. | L'Union chrétienne-démocrate d'Allemagne remporte les élections avec 29,8 % des voix et 30 sièges acquis. L'Alternative pour l'Allemagne obtient 24,21 % des voix et acquiert 24 sièges. |
| 20 mars      | Cap-Vert                       | Législatives   | | Alternance. Le Mouvement pour la démocratie (centre-droit, libéral) remporte une majorité absolue des sièges, après quinze ans dans l'opposition. Il devance le Parti africain pour l'indépendance (social-démocrate), au pouvoir. Ulisses Correia e Silva est nommé Premier ministre.                                          |
| 20 mars      | République du Congo            | Présidentielle | 1er tour. L'élection fait suite à l'adoption d'une nouvelle Constitution qui permet au président Denis Sassou Nguesso, au pouvoir depuis le coup d'État de 1997, de briguer un nouveau mandat. | Denis Sassou-Nguesso (Parti congolais du travail) est réélu au premier tour avec 60 % des voix. Jean-Marie Mokoko, arrivé troisième, conteste les résultats et appelle à une « insurrection civile » et démocratique. |
| 20 mars      | Kazakhstan                     | Législatives   | Le Kazakhstan n'est généralement pas considéré comme une démocratie. La plupart des partis politiques sont affiliés au pouvoir, et ne constituent qu'une opposition de façade. | Le parti Nour-Otan (au pouvoir) conserve une très large majorité des sièges. Les deux seuls autres partis à obtenir des sièges -Ak Jol (libéral) et le Parti communiste populaire- sont pro-gouvernement. |
| 20 mars      | Laos                           | Législatives   | Le Laos est un État à parti unique. Seuls les candidats membres du Parti révolutionnaire populaire, ou bien sans étiquette mais approuvés par le parti, sont autorisés à se présenter. | Le Parti populaire révolutionnaire conserve la quasi-totalité des sièges, cinq sièges revenant néanmoins à des élus sans étiquette. Thongloun Sisoulith est nommé premier ministre. |
| 20 mars      | Niger                          | Présidentielle | 2d tour. Le candidat de l'opposition, Hama Amadou, est en détention depuis novembre 2015, accusé de trafic d'enfants. L'opposition annonce par avance qu'elle ne reconnaîtra pas les résultats. | Le président sortant, Mahamadou Issoufou (Parti pour la démocratie et le socialisme, centre-gauche) est réélu avec 92,5 % des voix. |
| 20 mars      | Sénégal                        | Référendum     | La principale proposition soumise aux citoyens est de réduire le mandat du président de la République à cinq ans, au lieu de sept. Parmi les quatorze autres propositions figurent la création d'un statut de chef de l'opposition, la représentation au Parlement des Sénégalais expatriés, ou encore l'affirmation de l'intangibilité du caractère laïc, démocratique et décentralisé de l'État. Les citoyens votent pour ou contre l'ensemble des quinze propositions. | Les propositions sont approuvées par 62,9 % des votants. |
| 31 mars      | République centrafricaine      | Législatives   | 2d tour | Parlement sans majorité. La plupart des députés sont élus sans étiquette. |

### Avril
| Date     | Pays                    | Élections                      | Contexte | Résultats |
| -------- | ----------------------- | ------------------------------ | --- | --- |
| 6 avril  | Pays-Bas                | Référendum                     | Les citoyens sont invités à se prononcer pour ou contre l'accord d'association entre l'Ukraine et l'Union européenne, déjà ratifié par les parlements des vingt-sept autres États membres de l'Union. | Victoire du « non » à 61,6 %, avec un taux de participation de seulement 32 %. |
| 8 avril  | Djibouti                | Présidentielle                 | 1er tour | Ismaïl Omar Guelleh (Union pour la majorité présidentielle, centre-gauche) est réélu dès le premier tour avec 86,7 % des voix, devant cinq autres candidats. |
| 10 avril | Comores                 | Présidentielle                 | 2d tour. Élections des gouverneurs des îles le même jour. | Azali Assoumani (Convention pour le renouveau) est élu avec 40,90 % des voix. Les deux autres candidats, Mohamed Ali Soilihi (Union pour le développement) et Mouigni Baraka (Rassemblement démocratique), ont respectivement reçu 39,87 % et 19,15 % des voix. |
| 10 avril | Pérou                   | Législatives et présidentielle | 1er tour de la présidentielle ; tour unique des législatives. | Alternance. Le parti Force populaire (droite néo-libérale) obtient une majorité absolue des sièges au Congrès de la République. |
| 10 avril | Tchad                   | Présidentielle                 | | Idriss Déby (Mouvement patriotique du Salut), président sortant est réélu dès le 1er tour pour un 5e mandat avec 61,56 % des voix, devant Saleh Kebzabo (Union nationale pour la démocratie et le renouveau) qui remporte 12,80 % des voix. |
| 13 avril | Corée du Sud            | Législatives                   | | Parlement sans majorité. Le Parti Minju (social-libéral) devance d'un seul siège le Parti Saenuri (conservateur, au pouvoir). Ce dernier perd sa majorité absolue des sièges. |
| 13 avril | Syrie                   | Législatives                   | Le pays est en guerre civile. Les élections ne se déroulent que dans la minorité du territoire contrôlée par le gouvernement de Damas. D'autres parties du territoire sont contrôlées par les rebelles de la Coalition nationale des forces de l'opposition, ou bien par l'organisation terroriste État islamique. L'État syrien basé à Damas n'est pas une démocratie. Bien que le pays ne soit plus, en principe, un État à parti unique depuis 2012, les divers partis politiques demeurent plus ou moins affiliés au parti Baas. | Le parti Baas (autoritaire, dédié au pouvoir personnel de Bachar el-Assad) conserve une majorité absolue des sièges, la plupart des autres revenant à ses alliés. |
| 17 avril | Italie                  | Référendum (en)                | La question porte sur la continuation ou non de forages pétroliers. | La proposition d'arrêter les forages est approuvée par 85,8 % des votants. En raison du faible taux de participation (31,2 %), le résultat n'est toutefois pas validé. |
| 24 avril | Autriche                | Présidentielle                 | 1er tour | L'extrême-droite triomphe, Norbert Hofer (Parti de la liberté d'Autriche) est en tête du 1er tour, avec 35,05 % des voix, devant le candidat écologiste Alexander Van der Bellen (Les Verts - L'alternative verte), 21,34 %. À noter, l'effondrement des partis traditionnels : Parti social-démocrate d'Autriche (centre-gauche) et Parti populaire autrichien (centre-droit), avec respectivement 11,28 % et 11,12 % des voix. |
| 24 avril | Guinée équatoriale      | Présidentielle                 | La Guinée équatoriale n'est généralement pas considérée comme une démocratie. Au moyen d'élections frauduleuses, le président Teodoro Obiang se maintient au pouvoir depuis un coup d'État en 1979. | Teodoro Obiang (Parti démocratique) est réélu avec 93,7 % des voix. |
| 24 avril | Serbie                  | Législatives                   | | Le Parti progressiste serbe (droite) du premier ministre sortant, Aleksandar Vučić remporte les élections, avec 48,23 % des voix, devant la coalition Parti socialiste de Serbie-Serbie unie avec 10,98 %. Aleksandar Vučić conserve sa majorité absolue avec 131 des 250 sièges. |
| 27 avril | Guernesey (Royaume-Uni) | Législatives (en)              | Il n'existe pas de partis politiques. | Quatre ministres perdent leurs sièges, mais la plupart des députés sortants sont réélus. |
| 29 avril | Iran                    | Législatives                   | 2d tour | Alternance. Les réformateurs et les conservateurs modérés disposent ensemble d'une majorité absolue des sièges, devant les conservateurs 'durs', majoritaires au Parlement sortant. |

### Mai
| Date   | Pays                          | Élections                                              | Contexte | Résultats |
| ------ | ----------------------------- | ------------------------------------------------------ | --- | --- |
| 5 mai  | Écosse (Royaume-Uni)          | Législatives                                           | | Parlement sans majorité. Le Parti national écossais (pro-indépendantiste, centre-gauche) remporte ces élections mais perd sa majorité absolue. Le Parti conservateur écossais (centre-droit) devient l'opposition officielle, devançant le Parti travailliste écossais (centre-gauche). Nicola Sturgeon reste Premier ministre d'Écosse avec le soutien des Verts.                                                                     |
| 5 mai  | Pays de Galles (Royaume-Uni)  | Législatives                                           | | Assemblée sans majorité. Le Parti travailliste (centre-gauche) conserve sa majorité relative des sièges, manquant de peu la majorité absolue. Le travailliste Carwyn Jones demeure premier ministre du pays de Galles, à la tête d'un gouvernement de coalition minoritaire, avec l'unique députée des Libéraux-démocrates (centristes, progressistes, sociaux-libéraux).                                                              |
| 5 mai  | Irlande du Nord (Royaume-Uni) | Législatives                                           | | Assemblée sans majorité. Le Parti unioniste démocrate (conservateur, unioniste) conserve sa majorité relative des sièges, permettant à Arlene Foster de rester Première ministre. En application des accords de Belfast de 1998, l'Irlande du Nord a nécessairement un gouvernement d'union nationale. |
| 9 mai  | Philippines                   | Législatives (en), Sénatoriales (en) et Présidentielle | | Alternance. Rodrigo Duterte (Parti démocrate-Pouvoir populaire, centre-gauche) est déclaré élu président. Sa campagne avait été critiquée pour ses propos en faveur d'exécutions extra-judiciaires de criminels et délinquants présumés. Les législatives produisent un parlement sans majorité : le Parti libéral (social-libéral, conservateur, centriste) conserve une majorité relative des sièges à la Chambre des représentants. |
| 15 mai | République dominicaine        | Législatives et présidentielle                         | | Danilo Medina (Parti de la libération : social-libéral, populiste) est réélu président au premier tour avec 61,8 % des voix. Son parti conserve la majorité absolue des sièges aux deux chambres du Congrès. |
| 15 mai | Saint-Marin                   | Référendum                                             | | Trois des quatre propositions soumises à référendum sont approuvées. |
| 22 mai | Autriche                      | Présidentielle                                         | Second tour | Alexander Van der Bellen (Les Verts - L'Alternative verte : écologiste, progressiste) est élu avec 50,3 % des voix face à Norbert Hofer (Parti de la liberté : extrême-droite). Cependant, la Cour constitutionnelle invalide le second tour le 1er juillet 2016. Un nouveau second tour est initialement programmé pour le 2 octobre 2016, puis de nouveau reporté au 4 décembre.                                                     |
| 22 mai | Vietnam                       | Législatives                                           | Seuls les candidats approuvés par le Front de la Patrie du Viêt Nam sont autorisés à se présenter. | Le Parti communiste conserve la quasi-totalité des sièges. Nguyễn Xuân Phúc est nommé premier ministre. |
| 22 mai | Chypre                        | Législatives                                           | | Parlement sans majorité. Le parti Rassemblement démocrate (libéral-conservateur) conserve une majorité relative des sièges, devant le Parti progressiste des travailleurs (communiste). |
| 22 mai | Tadjikistan                   | Référendums constitutionnels (en)                      | Trois amendements constitutionnels sont soumis à l'approbation des citoyens : l'abrogation de la limitation du nombre de mandats présidentiels (en vue de permettre au président Emomalii Rahmon de se représenter) ; l'abaissement à trente ans de l'âge minimal des candidats à la présidentielle ; et l'inscription dans la constitution de l'interdiction des partis politiques à caractère religieux (consolidant ainsi l'interdiction du Parti de la renaissance islamique, classé comme terroriste). | Les amendements sont approuvés par 94,5 % des votants. |

### Juin
| Date    | Pays         | Élections      | Contexte | Résultats |
| ------- | ------------ | -------------- | --- | --- |
| 5 juin  | Pérou        | Présidentielle | 2e tour. | Alternance. Pedro Pablo Kuczynski (parti Péruviens pour le changement : centre-droit, conservateur, libéral sur le plan économique) est élu avec 50,1 % des voix, face à Keiko Fujimori (parti Force populaire : droite néolibérale et populiste). |
| 5 juin  | Suisse       | Référendums    | Cinq objets sont soumis à la votation. | L'initiative populaire « Pour un revenu de base inconditionnel » est rejetée par 76,9 % des votants. L'initiative populaire « Pour un financement équitable des transports » est rejetée par 70,8 % des votants. L'initiative populaire « En faveur du service public » est rejetée par 67,6 % des votants. Le référendum portant sur la modification de la loi sur la procréation médicalement assistée (LPMA) est approuvé par 62,4 % des votants. Le référendum portant sur la modification de la loi sur l'asile (LAsi) est approuvé par 66,8 % des votants. |
| 6 juin  | Sainte-Lucie | Législatives   | | Alternance. Le Parti uni des travailleurs (conservateur) remporte la majorité absolue des sièges, face au Parti travailliste (centre-gauche). Allen Chastanet (PUT) est nommé premier ministre. |
| 23 juin | Royaume-Uni  | Référendum     | Les citoyens britanniques sont amenés à se prononcer sur le maintien ou non de leur pays dans l'Union européenne, à la suite d'accords assouplissant l'application de certaines règles européennes au Royaume-Uni. | Victoire des eurosceptiques, avec 51,9 % des voix en faveur de la sortie du Royaume-Uni de l'Union Européenne. Le premier ministre David Cameron, favorable au maintien du pays dans l'UE, annonce sa démission qui sera effective en octobre. À l'inverse de l'Angleterre et du pays de Galles, l'Écosse a voté pour le maintien dans l'UE à 62 %, tout comme l'Irlande du Nord à 55,8 %. En conséquence, le gouvernement écossais envisage la tenue d'un nouveau référendum pour une indépendance de l'Écosse. |
| 25 juin | Islande      | Présidentielle | | Guðni Thorlacius Jóhannesson (indépendant) est élu avec plus de 38 % des suffrages. Il devient le 6e Président d'Islande depuis l'indépendance. Il entre en fonction le 1er août et succède à l'indépendant Ólafur Ragnar Grímsson, président depuis 20 ans, qui a effectué 5 mandats. |
| 26 juin | Espagne      | Législatives   | Élections anticipées faute d'investiture à la suite des élections générales du 20 décembre 2015. | Parlement sans majorité. Le Parti populaire (PP, centre droit libéral-conservateur) arrive de nouveau en tête, accroît sa majorité relative au Congrès des députés et son avance sur le Parti socialiste (PSOE, centre gauche social-démocrate), qui signe à nouveau son plus mauvais résultat historique. Il est suivi de près par la coalition Unidas Podemos (gauche radicale) tandis que Ciudadanos (centre libéral et anti-nationalistes périphériques) enregistre un léger recul. Le président du gouvernement en affaires courantes Mariano Rajoy échoue les 31 août puis 2 septembre 2016 à obtenir l'investiture des députés. Il y parvient le 29 octobre, à deux jours de la date de dissolution automatique, après que le PSOE, dont le secrétaire général Pedro Sánchez a dû démissionner, a changé de position et choisi de s'abstenir lors du deuxième tour de scrutin. |
| 29 juin | Mongolie     | Législatives   | | Alternance. Le Parti du peuple (gauche), principal parti d'opposition, remporte une très large majorité des sièges, tandis que le Parti démocrate (libéral-conservateur), au pouvoir, perd plus des deux tiers de ses sièges. |

### Juillet
| Date       | Pays                 | Élections               | Contexte | Résultats |
| ---------- | -------------------- | ----------------------- | --- | --- |
| 2 juillet  | Australie            | Législatives            | | La Coalition (alliance de partis libéraux-conservateurs) manque de peu de perdre sa majorité absolue des sièges à la Chambre des représentants, et conserve très exactement la moitié des sièges plus un à la chambre. Malcolm Turnbull demeure premier ministre. Il n'y a pas de majorité au Sénat, où la Coalition conserve une majorité relative. |
| 9 juillet  | Nauru                | Législatives            | Le gouvernement au pouvoir depuis 2013 est accusé de dérives autoritaires (limogeage de juges, restrictions sur la liberté de la presse et d'expression). Cinq des sept députés d'opposition sont exclus du Parlement à partir de mai 2014, pour avoir critiqué le gouvernement auprès de médias étrangers. | Le gouvernement du président Baron Waqa (sans étiquette) conserve sa majorité absolue au Parlement. |
| 10 juillet | Abkhazie (Géorgie)   | Référendum              | Le référendum porte sur la tenue ou non d'une élection présidentielle anticipée dans le pays. Il est porté par l'opposition au président actuel Raul Khadjimba, dont le mandat est contesté. L'opposition appelle toutefois au boycott de ce référendum dont elle a l'initiative, estimant que le gouvernement « n'a pas créé les conditions nécessaires pour la libre expression de la volonté du peuple ». Le gouvernement, pour sa part, juge le référendum inutile. | Le « non » l'emporte avec 50,4 % des suffrages exprimés. Avec un taux de participation de seulement 1,2 %, le plus bas de l'histoire du pays, le résultat est de toute manière annulé. La prochaine élection présidentielle devrait donc avoir lieu en 2019.                                                                                         |
| 10 juillet | Japon                | Chambre des conseillers | Renouvellement de la moitié de la chambre haute. | Le Parti libéral-démocrate (droite) et son allié le parti Kōmeitō (centre-droit, conservatisme bouddhiste) conservent la majorité absolue des sièges. |
| 17 juillet | Sao Tomé-et-Principe | Présidentielle          | Premier tour. | Le candidat Evaristo Carvalho arrive en tête, suivi du président sortant Manuel Pinto da Costa qui refusera de participer au second tour, dénonçant des fraudes. |

### Août
| Date    | Pays                 | Élections                                                  | Contexte | Résultats |
| ------- | -------------------- | ---------------------------------------------------------- | --- | --- |
| 7 août  | Thaïlande            | Référendum constitutionnel                                 | Le référendum est introduit par le « Conseil national pour la paix et le maintien de l'ordre », la junte au pouvoir. Il propose de faire du Sénat une chambre entièrement nommée par la junte, et non plus partiellement élue. Le Sénat aurait un droit de véto sur la Chambre des représentants pendant cinq ans, et le premier ministre pourrait désormais être issu du Sénat, et non plus uniquement de la chambre élue. | La proposition de modification de la constitution est approuvée à 62 % des suffrages exprimés. |
| 7 août  | Sao Tomé-et-Principe | Présidentielle                                             | Deuxième tour. Le président sortant Manuel Pinto da Costa (sans étiquette), qui est arrivé loin derrière Evaristo Carvalho au premier tour, refuse le résultat qu'il estime frauduleux et se retire du second tour. | Evaristo Carvalho (Action démocratique indépendante, centriste), seul candidat en lice, est élu. |
| 11 août | Zambie               | Présidentielle, Législatives et Référendum constitutionnel | Le référendum, à l'initiative du gouvernement, propose notamment l'ajout de nouveaux droits humains à la Constitution : droits économiques, sociaux, culturels et environnementaux. | Le président sortant Edgar Lungu (Front patriotique : socialiste) remporte l'élection présidentielle avec 50,3 % des voix devant Hakainde Hichilema (PUDN : libéral). Le Front patriotique, qui disposait d'une majorité relative des sièges à l'Assemblée nationale, y remporte cette fois la majorité absolue. Bien que le "oui" remporte le référendum à 71,1 %, le taux de participation de seulement 44,4 % ne valide pas le résultat. |
| 27 août | Gabon                | Présidentielle                                             | | Le président sortant Ali Bongo (Parti démocratique : conservateur) est déclaré réélu avec 49,8 % des voix, contre 48,2 % pour Jean Ping (Front uni de l'opposition pour l'alternance). L'opposition estime que les résultats sont frauduleux ; des manifestations éclatent. Les locaux de l'Assemblée nationale sont incendiés. |
| 29 août | Estonie              | Présidentielle                                             | Élection indirecte par les membres du Riigikogu. Deux tiers des voix (68) sont nécessaires pour être élu. Premier tour. | Aucun des trois candidats n'ayant reçu les voix nécessaires, un second tour est organisé le lendemain. |
| 30 août | Estonie              | Présidentielle                                             | Élection indirecte par les membres du Parlement. Deuxième et troisième tour. | Malgré les changements de candidats, les deux tiers ne sont pas atteints. Un corps électoral composé des 101 membres du Parlement et des 234 représentants des gouvernementaux locaux sera convoqué le 24 septembre pour un quatrième tour. |

### Septembre
| Date              | Pays                                            | Élections                  | Contexte | Résultats |
| ----------------- | ----------------------------------------------- | -------------------------- | --- | --- |
| 4 septembre       | Mecklembourg-Poméranie-Occidentale (Allemagne)  | Régionales                 | | Les sociaux-démocrates remportent le scrutin avec 30,68 % des suffrages malgré une chute de 5 %, ils devancent les eurosceptiques de l'Afd (20,85 %) et l'Union chrétienne-démocrate (19,06 %). Le parti de la chancelière est donc 3e alors qu'il dirigeait encore le land 18 ans auparavant mais ils devraient probablement rester dans la coalition d'Erwin Sellering (en place depuis 2008) avec le SPD.                     |
| 4 septembre       | Hong Kong                                       | Législatives               | Lors des élections législatives, seuls 35 des 70 membres du Conseil législatif de Hong Kong sont élus, les autres étant nommés par les groupes socio-professionnels. | Le camp pro-Pékin remporte l'élection avec 40,17 % des voix et conserve la majorité, devant le camp pro-démocratie (36,02 %) et le camp indépendantiste (19 %). |
| 8 au 10 septembre | Seychelles                                      | Législatives               | | Alternance. La coalition « Alliance démocratique », alliance centriste de quatre partis d'opposition menés par le Parti national, remporte une majorité absolue des sièges. Le Parti populaire (social-démocrate), au pouvoir depuis 1977, est battu. S'ouvre ainsi une période de cohabitation entre le président James Michel (Parti populaire) et un nouveau conseil des ministres qui sera composé de membres de l'Alliance. |
| 11 septembre      | Biélorussie                                     | Législatives               | Parfois qualifiée de « dernière dictature d'Europe », la Biélorussie n'est généralement pas considérée comme une démocratie. Contrairement au scrutin précédent, l'opposition participe néanmoins à cette élection. | Les candidats favorables au gouvernement, le plus souvent sans étiquette, conservent une majorité écrasante. L'opposition remporte deux sièges. |
| 11 septembre      | Croatie                                         | Législatives               | Élections anticipées car les députés ont voté le 16 juin la dissolution du parlement à la suite de la chute du gouvernement de Tihomir Orešković. | Parlement sans majorité. L'Union démocratique (centre-droit à droite) conserve la majorité relative des sièges. |
| 18 septembre      | Berlin (Allemagne)                              | Régionales                 | | Les sociaux-démocrates remportent le scrutin avec 21,55 %, des suffrages malgré une chute de 7 %. Ils devancent l'Union chrétienne-démocrate (17,62 %, en baisse de 6 points), avec qui ils gouvernaient. |
| 18 septembre      | Russie                                          | Législatives               | | Le parti Russie unie (droite) conserve une large majorité absolue des sièges. Dmitri Medvedev demeure premier ministre. |
| 20 septembre      | Jordanie                                        | Législatives               | | La plupart des élus sont des candidats favorables au gouvernement. Les islamistes du Front islamique d'action (opposition), qui avaient boycotté les élections précédentes, remportent une poignée de sièges. |
| 22 septembre      | Île de Man (Royaume-Uni)                        | Législatives (en)          | | |
| 24 septembre      | Estonie                                         | Présidentielle             | Quatrième et cinquième tour. Élection indirecte par un corps électoral composé des 101 membres du Parlement et des 234 représentants des gouvernementaux locaux. | Pour la première fois, aucun candidat n'a reçu la majorité des voix après les 5 tours. Une élection exceptionnelle est prévue entre le 8 et le 13 octobre. |
| 25 septembre      | Pays basque (Espagne)                           | Législatives               | | Le Parti national basque (centre-droit nationaliste) conserve la majorité relative des sièges. |
| 25 septembre      | Galice (Espagne)                                | Législatives               | | Le Parti populaire de Galice (droite) conserve la majorité absolue. |
| 25 septembre      | République serbe de Bosnie (Bosnie-Herzégovine) | Référendum                 | Il est proposé de faire du 9 janvier un jour férié national | La population approuve à 99,81 % le référendum. |
| 25 septembre      | Suisse                                          | Référendums                | Deux initiatives et un référendum sont soumis à la votation. | L'initiative populaire « Pour une économie durable et fondée sur une gestion efficiente des ressources (économie verte) » est rejetée par 63,6 % des votants. L'initiative populaire « AVSplus: pour une AVS forte » portant sur la modification du système de retraite est rejetée par 59,4 % des votants. Le référendum portant sur la modification de la loi sur le renseignement est approuvé par 65,5 % des votants.        |
| 26 septembre      | Azerbaïdjan                                     | Référendum constitutionnel | Les citoyens sont invités à approuver ou rejeter vingt-neuf propositions d'amendements constitutionnels initiées par le gouvernement, en votant séparément pour ou contre chacune d'entre elles. Elles incluent accroître la durée du mandat présidentiel de cinq à sept ans. L'opposition proteste contre le référendum, affirmant ne pas avoir pu s'exprimer durant la campagne. | L'ensemble des propositions sont approuvées, chacune avec plus de 80 % de suffrages favorables. |

### Octobre
| Date          | Pays               | Élections                  | Contexte | Résultats |
| ------------- | ------------------ | -------------------------- | --- | --- |
| 2 octobre     | Cap-Vert           | Présidentielle             | | Le président sortant Jorge Carlos Fonseca (Mouvement pour la démocratie : centre-droit) est réélu avec plus de 73 % des voix, face à deux autres candidats. |
| 2 octobre     | Colombie           | Référendum                 | À la suite du cessez-le-feu, la population est appelée à entériner l'accord de paix conclu avec les FARC. | À la surprise générale, l'accord est rejeté par 50,2 % des votants, avec un taux de participation de seulement 40 %. Le président Juan Manuel Santos promet de nouvelles discussions avec les FARC pour ajuster et sauver l'accord de paix ; le 7 octobre, il reçoit le prix Nobel de la Paix.                                                  |
| 2 octobre     | Hongrie            | Référendum                 | Le gouvernement national-conservateur du premier ministre Viktor Orbán demande l'approbation des citoyens pour refuser l'accueil de réfugiés dans le pays. La question posée sera : « Voulez-vous que l'Union européenne ait le droit d'imposer l'installation de citoyens non-hongrois sur le territoire de la Hongrie sans l'accord du parlement ? ». | Le « non », résultat souhaité par le gouvernement, l'emporte à 98,3 %. Les opposants au référendum l'ayant largement boycotté, le taux de participation n'est toutefois que de 39,8 %, ce qui rend le résultat légalement non contraignant. Début novembre, le gouvernement échoue à faire adopter cette même motion par le Parlement.          |
| 3 octobre     | Estonie            | Présidentielle             | Sixième tour exceptionnel, c'est en effet la première fois qu'aucun président n'est élu après les 5 premiers tours. Élection indirecte par les membres du Parlement. | Kersti Kaljulaid (libéral-conservatrice sans étiquette de parti) est élue par 81 voix sur 101 et devient la première femme élue à la magistrature suprême d'Estonie, ainsi, à 46 ans, que le plus jeune chef d'État du pays. |
| 5 octobre     | Curaçao (Pays-Bas) | Législatives               | | Parlement sans majorité. Alternance. Le Mouvement Antilles nouvelles arrive en tête avec 16,23 % et quatre sièges sur 21. Hensley Koeiman (MAN) devient premier ministre. |
| 7 octobre     | Maroc              | Législatives               | Le seuil de voix nécessaires pour l'obtention d'un siège a été rabaissé de 6 % à 3 % . | Parlement sans majorité. Le Parti de la justice et du développement (droite, islamiste), au pouvoir, conserve sa majorité relative des sièges. Abdelilah Benkirane demeure chef du gouvernement. |
| 7-8 octobre   | Tchéquie           | Sénatoriales et régionales | 1er tour des sénatoriales qui éliront un tiers des membres du Sénat. | Régionales: le parti ANO 2011 (centre-droit, populiste) arrive en tête dans 9 régions sur 13, avec au total 176 sièges (21,1 % des voix); suivi par le Parti social-démocrate, arrivé en tête dans 2 régions, avec au total 125 sièges (15,3 % des voix); et par le Parti communiste avec au total 86 sièges (10,6 % des voix).                 |
| 8 octobre     | Géorgie            | Législatives               | 1er tour. | - |
| 9 octobre     | Lituanie           | Législatives               | 1er tour (sièges au scrutin majoritaire) et tour unique (sièges à la proportionnelle). | - |
| 14-15 octobre | Tchéquie           | Sénatoriales               | 2d tour. Sont élus seulement un tiers des membres du Sénat. | Sénat sans majorité. Les deux partis principaux, ČSSD (social-démocrate) et ODS (droite) perdent respectivement 8 et 5 sièges, le ČSSD conservant la majorité relative. Le KDU-ČSL (centre-droit, chrétien-démocrate) gagne 4 sièges et devient le deuxième parti le plus représenté au Sénat avec au total 14 sièges, devant l'ODS (9 sièges). |
| 16 octobre    | Monténégro         | Législatives               | | Parlement sans majorité. Le Parti démocratique socialiste (social-démocrate), au pouvoir, conserve sa majorité relative des sièges. Duško Marković (PDS) devient premier ministre. |
| 23 octobre    | Lituanie           | Législatives               | 2d tour pour les circonscriptions où aucun candidat n'a atteint la majorité des voix lors du 1er tour. | Les partis d'opposition Union lituanienne agraire et des verts et Union de la patrie - Chrétiens-démocrates lituaniens (droite) arrivent en tête devant le Parti social-démocrate lituanien (gauche) du Premier ministre sortant Algirdas Butkevičius.                                                                                          |
| 29 octobre    | Islande            | Législatives               | Anticipées après la démission du premier ministre due aux révélations des Panama Papers. | Parlement sans majorité. Chute du parti du progrès (centre-droit) du Premier ministre Sigurður Ingi Jóhannsson, mais pas de son allié du Parti de l'indépendance (droite), qui reste le premier parti du pays. |
| 30 octobre    | Côte d'Ivoire      | Référendum                 | Les électeurs doivent approuver ou non une nouvelle constitution qui créera le poste de vice-président, un Sénat, et supprimera également plusieurs critères d'éligibilité pour le poste de président. | La nouvelle constitution est approuvée par 93,4 % des votants, enclenchant le passage à la Troisième République. |
| 30 octobre    | Géorgie            | Législatives               | 2d tour. | La coalition Rêve géorgien (centre-gauche), au pouvoir, accroît sa majorité absolue des sièges. Guiorgui Kvirikachvili demeure premier ministre. |
| 30 octobre    | Moldavie           | Présidentielle             | 1er tour. Première élection directe depuis 1996, la révision de 2000 l'ayant supprimée étant déclarée inconstitutionnelle. | Les candidats pro-russe Igor Dodon et pro-UE Maia Sandu arrivent en tête avec 48 % et 38,7 % des voix. |
| 31 octobre    | Liban              | Présidentielle             | 46e tour. Élection indirecte par les membres de la Chambre des députés. | Après 46 tours, Michel Aoun du Courant patriotique libre (centre-droit, principalement chrétien) est élu avec 64,9 % des voix. |

### Novembre
| Date         | Pays        | Élections                                     | Contexte | Résultats |
| ------------ | ----------- | --------------------------------------------- | --- | --- |
| 1er novembre | Palaos      | Parlementaires et Présidentielle              | Il n'y a pas de partis politiques aux Palaos ; les candidats se présentent sans étiquette. | Le président Tommy Remengesau est réélu avec 51,3 % des voix face à Surangel Whipps Jr. (48,7 %). Tous les élus au Congrès siègent sans étiquette. Une majorité des députés et sénateurs sortants conservent leur siège. |
| 6 novembre   | Bulgarie    | Présidentielle et Référendum                  | 1er tour de la présidentielle. Les Bulgares sont amenés à se prononcer par référendum sur le vote obligatoire, l'élection de leurs parlementaires au scrutin majoritaire à deux tours et sur une modification du montant du financement des partis. | Les candidats pro-russe Roumen Radev et pro-UE Tsetska Tsacheva arrivent en tête avec 25 % et 22 % des voix. Chacune des trois propositions soumises à référendum est approuvée par plus de 60 % des votants, mais aucune n'ayant atteint le quorum requis celle-ci sont légalement non contraignantes.                                                                                       |
| 6 novembre   | Nicaragua   | Législatives et présidentielle                | | Le président Daniel Ortega est réélu avec 72,5 % des voix, tandis que son parti Front sandiniste de libération nationale (socialisme, gauche chrétienne) conserve la majorité absolue des sièges à l'Assemblée nationale. |
| 8 novembre   | États-Unis  | Présidentielle, législatives et sénatoriales  | Barack Obama ne peut se représenter après deux mandats du fait du vingt deuxième amendement. L'élection d'un nouveau président et de son vice-président a lieu sur un même "ticket". Il est également procédé au renouvellement de l'intégralité de la Chambre des représentants, d'un tiers du Sénat, de 12 des 50 gouverneurs et de 86 des 99 chambres parlementaires des États. Les électeurs votent également pour plusieurs élections municipales et pour des référendums dans les comtés et États, organisés simultanément. Sont notamment soumis au vote des référendums sur la légalisation du cannabis dans les États de Californie, Nevada, Arizona, Maine et du Massachusetts. | Alternance à la présidence. Donald Trump (Parti républicain : droite), qui remporte 306 grands électeurs et 47,5 % du suffrage populaire, est élu président de la République face à Hillary Clinton (Parti démocrate : centre-gauche ; 232 grands électeurs et 47,7 % des suffrages). Le Parti républicain conserve la majorité absolue des sièges dans les deux chambres du Congrès fédéral. |
| 13 novembre  | Bulgarie    | Présidentielle                                | 2d tour. | Alternance. Roumen Radev (Indépendant, soutenu par le Parti socialiste : parti de centre-gauche, pro-russe, mais s'affirmant lui-même pro-Bulgarie) est élu avec 58 % des voix, face à Tsetska Tsacheva (GERB : centre-droit, pro-européen), candidate de la majorité sortante. Le Premier ministre Boïko Borissov (GERB) annonce sa démission dans la foulée.                                |
| 13 novembre  | Moldavie    | Présidentielle                                | 2d tour. Première élection directe depuis 1996. | Alternance. Igor Dodon (Parti des socialistes : gauche eurosceptique et pro-russe) est élu avec 52,4 % des voix face à Maia Sandu (Parti action et solidarité : centre-droit social-libéral et pro-européen). |
| 20 novembre  | Haïti       | Présidentielle, législatives et sénatoriales. | 1er tour de la présidentielle - après l'annulation du 2d tour de l'élection de 2015 - et des sénatoriales, 2d tour des législatives. Prévus pour le 9 octobre, les scrutins sont reportés après le passage de l'ouragan Matthew. | Parlement sans majorité. Le Parti haïtien Tèt Kale (libéral, centre-droit) dispose d'une majorité relative des sièges. Jovenel Moïse (PHTK) est élu président de la République dès le premier tour, avec 55,7 % des voix, devant notamment Jude Célestin (LAPEH ; 19,5 %). |
| 20 novembre  | Saint-Marin | Législatives                                  | | Parlement sans majorité. L'alliance « Saint-Marin d'abord », qui regroupe notamment le Parti démocrate-chrétien (centre-droit), le Parti socialiste (centre-gauche) et le Parti des socialistes et des démocrates (centre-gauche), subit un net recul et perd sa majorité absolue des sièges mais conserve la majorité relative.                                                              |
| 24 novembre  | Grenade     | Référendum constitutionnel (en)               | Premier référendum de l'histoire du pays. La population est amenée à se prononcer séparément sur sept amendements constitutionnels, qui devront réunir une super majorité des deux tiers des votants pour être déclarés valides. | Aucun des sept amendements soumis à référendum ne recueille une majorité simple des voix exprimées. |
| 26 novembre  | Koweït      | Législatives                                  | Il n'y a pas de partis politiques formels. L'opposition accepte de participer à cette élection, après avoir boycotté la précédente. Le scrutin se déroule dans un contexte de crise budgétaire, et d'opposition publique aux politiques d'austérité du gouvernement. | Les candidats de l'opposition (notamment islamiste : Frères musulmans, salafistes…) obtiennent vingt-quatre sièges sur cinquante. Le premier ministre cheikh Jaber al-Moubarak al-Ahmad al-Sabah démissionne, et le roi le nomme de nouveau premier ministre pour une sixième fois le 1 décembre.                                                                                             |
| 27 novembre  | Suisse      | Référendums                                   | Une seule votation a lieu, les Suisses doivent se prononcer sur l'initiative populaire « Pour la sortie programmée de l'énergie nucléaire ». | L'initiative populaire est rejetée par 54,2 % des votants. |

### Décembre
| Date                      | Pays                    | Élections                  | Contexte | Résultats |
| ------------------------- | ----------------------- | -------------------------- | --- | --- |
| 1er décembre              | Gambie                  | Présidentielle             | La Gambie n'est généralement pas considérée comme une démocratie. Des personnalités, partisans et journalistes d'opposition sont arrêtés en amont du scrutin. | Alternance. Le candidat d'opposition, Adama Barrow (Parti démocratique unifié, soutenu par une coalition de partis d'opposition) est élu avec 45,5 % des voix, battant le président sortant Yahya Jammeh (APRC ; 36,7 %). Ce résultat inattendu marque la fin de vingt-deux années au pouvoir de ce dernier. |
| 4 décembre                | Autriche                | Présidentielle             | Deuxième second tour, la Cour constitutionnelle autrichienne ayant invalidé le second tour de scrutin du 22 mai 2016. Initialement prévu le 2 octobre, il est décidé le 12 septembre de le reporter à nouveau pour cause de colle défaillante sur les bulletin postaux, dont la sûreté du vote n'était plus assurée. | Alternance. Alexander Van der Bellen (sans étiquette mais soutenu par Les Verts, parti écologiste) est élu avec 53,8 % des voix, face à Norbert Hofer (Parti de la liberté : extrême-droite, national-conservateur). |
| 4 décembre                | Italie                  | Référendum constitutionnel | Ce référendum propose de modifier la Constitution italienne afin de transformer le Sénat de la République en un « Sénat des Régions », composé de 100 sénateurs, élus par les conseils régionaux, et composé principalement par des conseillers régionaux et des maires. | Les Italiens rejettent à 60 % les modifications constitutionnelles proposées. Le président du Conseil Matteo Renzi annonce sa démission. |
| 4 décembre                | Ouzbékistan             | Présidentielle             | Élection anticipée, à la suite de la mort du président Islam Karimov. L'Ouzbékistan n'est généralement pas considéré comme une démocratie. Il n'existe pas de réel parti d'opposition, et toute opposition au régime est réprimée. Pour ce scrutin, tous les candidats soutiennent le gouvernement. | Chavkat Mirziyoyev (Parti libéral-démocrate : centre-droit, populiste), président par intérim, est élu avec 88,6 % des voix face à trois autres candidats. |
| 7 décembre                | Ghana                   | Présidentielle             | Le président John Dramani Mahama est candidat à sa réélection. | Alternance à la présidentielle. Le candidat d'opposition Nana Akufo-Addo (Nouveau Parti patriotique, centre-droit, libéral-conservateur) est élu avec 54 % des voix contre le président sortant John Dramani Mahama (Congrès démocratique national, centre-gauche, social-démocrate) qui en recueille 43 %. La barre des 50 % ayant été atteinte, l'élection ne nécessitera pas de second tour. Législatives : Alternance également. Le NPP remporte une majorité absolue des sièges.               |
| 11 décembre               | Kirghizistan            | Référendum constitutionnel | Référendum constitutionnel visant à élargir les pouvoirs du Parlement et du Premier ministre, ainsi qu'à une réforme du système judiciaire. | Les amendements proposés sont approuvés à plus de 80 % des voix. |
| 11 décembre               | Macédoine               | Législatives               | Auparavant prévues le 5 juin. | Parlement sans majorité. Alternance. Le VMRO-DPMNE (droite) du premier ministre Emil Dimitriev arrive légèrement en tête, mais recule. L'Union sociale-démocrate (SDSM, centre-gauche) parvient à former une majorité parlementaire avec des partis représentant la minorité albanaise - notamment le parti Union démocratique pour l'intégration (hétéroclite). Ce n'est toutefois qu'en mai 2017 que le président Gjorge Ivanov accepte de nommer Zoran Zaev (SDSM) au poste de premier ministre. |
| 11 décembre               | Roumanie                | Parlementaires             | Auparavant prévues en novembre. | Parlement sans majorité. Le Parti social-démocrate (centre gauche) arrive largement en tête (plus de 40 % des voix), et conserve sa majorité relative des sièges. |
| 11 décembre               | Transnistrie (Moldavie) | Présidentielle (en)        | | Vadim Krasnoselsky du Renouveau est élu avec 62,3 % des voix. |
| 15 décembre               | Îles Turques-et-Caïques | Générales (en)             | | Alternance. Le Mouvement démocratique du peuple (social-libéral) remporte 10 sièges sur 15 avec 47 % des voix. Le Premier ministre Rufus Ewing démissionne, son Parti national progressiste (conservateur) n'ayant remporté que 35 % des voix et 5 sièges. Sharlene Cartwright-Robinson devrait devenir la première femme Premier ministre du pays. |
| 18 décembre               | Côte d'Ivoire           | Législatives               | | Le RHDP (droite houphouëtiste) conserve sa majorité absolue avec 167 sièges sur 255 (50,27 % des voix), en baisse de 36 sièges par rapport au scrutin précédent, qui avait été largement boycotté par l'opposition. |
| 23 octobre au 27 décembre | Somalie                 | Législatives               | Premières élections législatives depuis 1984. Le Parlement fédéral de Somalie, institué par la constitution de 2012, est jusque-là constitué de membres nommés. Ces élections ne se déroulent pas au suffrage universel, pour des raisons de sécurité car le groupe terroriste Al-Shabbaab demeure actif dans le pays, et menace de tuer toute personne qui participerait au scrutin. Le Parlement est élu par un ensemble restreint de quelque 14 000 électeurs. Les élections législatives débutent le 23 octobre, et se poursuivent durant plusieurs semaines. Les députés entrent en fonction le 27 décembre, bien que quelques-uns n'aient pas encore été élus. Ces élections sont entachées d'accusations de corruption et d'intimidations de la part de certains candidats. | Les résultats n'ont pas été communiqués à ce jour. |

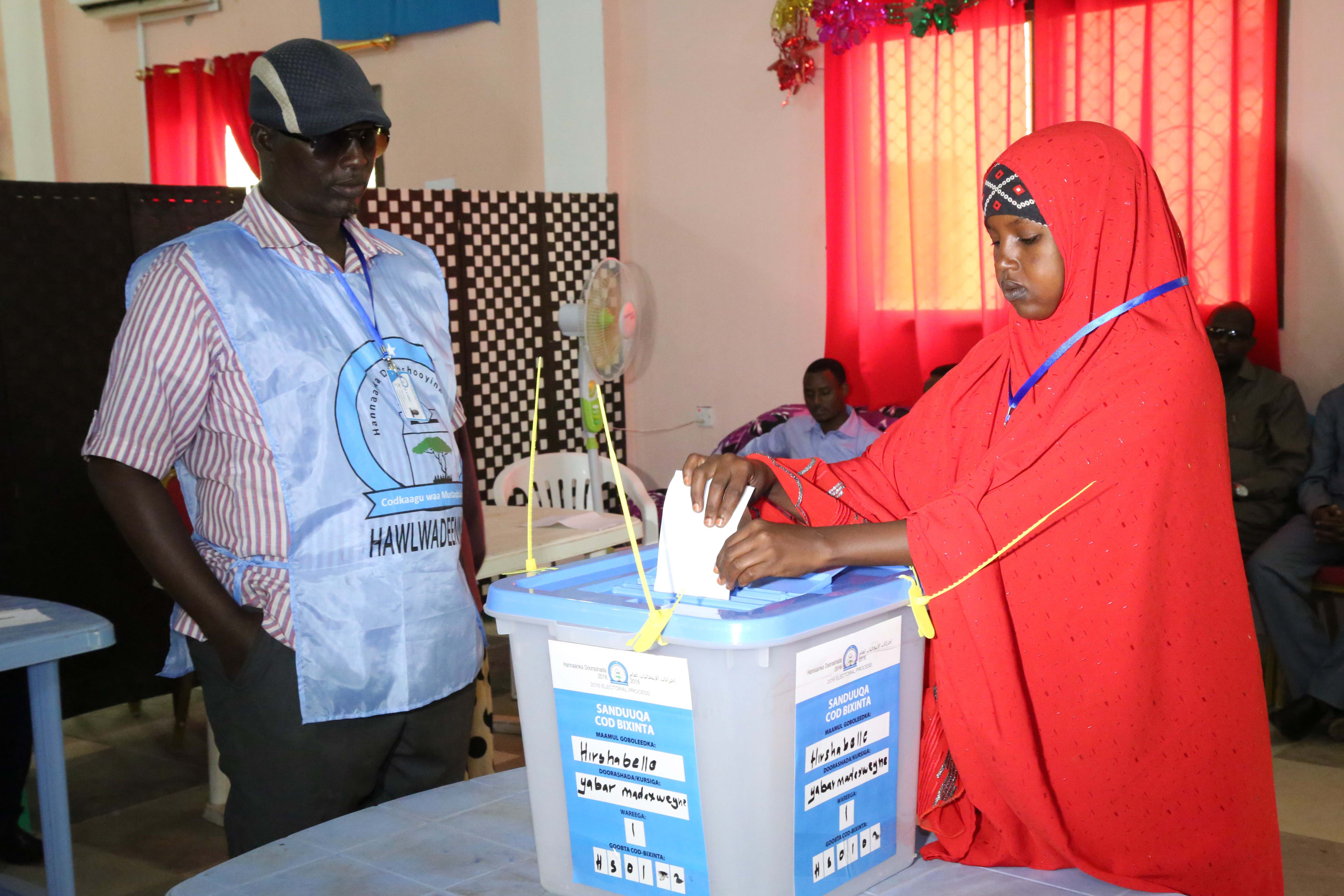
Une déléguée citoyenne vote à Jowhar le 23 novembre, durant les élections législatives somaliennes qui s'étendent sur plusieurs semaines.